# Polo tecnológico

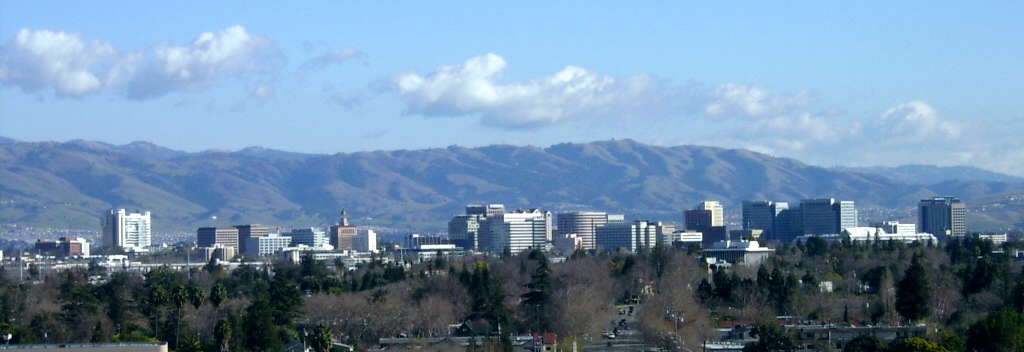
Fotografía del horizonte de San José, California, en 2006. El norte está aproximadamente a la izquierda; mirando aproximadamente al sureste hacia el monte Hamilton en la cordillera Diablo.

Un polo tecnológico, tecnopolo o tecnópolis es un conjunto de industrias tecnológicas, generalmente acompañadas de instituciones educativas y de investigación, situadas en una ubicación física común.
Su principal objetivo es acercar la universidad, la investigación y la industria para fomentar el desarrollo de soluciones locales con tecnología de punta, tanto ofreciendo nuevos profesionales a las industrias, como generando fuentes de trabajo para el capital humano egresado de las entidades educativas.